# Pontours
Pontours est une commune française située dans le département de la Dordogne, en région Nouvelle-Aquitaine.

## Géographie

### Généralités
Dans la partie sud du département de la Dordogne, en Bergeracois, la commune de Pontours s'étend sur 6,69 km2. Elle se trouve en rive gauche de la Dordogne, juste en amont de Lalinde. Elle s'étend sur la terrasse alluviale dite ici « la plaine » et sur les coteaux entaillés de vallons secs ou combes. À l'aplomb de la plaine, ces coteaux sont appelés « cingles ». Ainsi se succèdent le cingle de la Douille, le cingle de Paty et plus à l'ouest, face à Lalinde, le cingle de Saint-Front. Ces coteaux et plateaux sont souvent boisés (chênes, châtaigniers, charmes, trembles, genévriers, chênes verts). Sur certains affleurent des croupes sèches, caussenardes, avec stations de pelouses sèches ou pelouses calcaires. Plusieurs bordures de coteaux sont classées en zone Natura 2000. Le plateau du cingle de La Douille est boisé, taillis de chênes et notamment de chênes verts.
Le sommet des coteaux culmine au sud-est à 175 mètres pour le coteau de Couleyrie au lieu-dit la Belle Étoile, et à 155 mètres pour le sommet du « Sud » qui marque la limite communale au sud-ouest d'un vaste plateau qui va s'inclinant sur la vallée de la Couze (à la borne des trois communes (Pontours, Bayac, Bourniquel).
Le bourg est un petit village où les quelques maisons, l'église romane, l'ancienne école-mairie, les rares fermes, la halle (récente), sont construites sur la dernière terrasse alluviale. Il se dresse au droit d'une succession de rapides et d'îles (les bélisses) qui barrent la Dordogne. Là débute une longue séquence d'accidents de son lit, plus ou moins importants : cascades, tourments rocheux, chenaux étroits, passes où l'eau et les courants sont vifs. Cette succession de rapides avec le « Grand Thoret » s'achève par le « Saut de la Gratusse » ou « Pas de La Gratusse » en aval de Lalinde, particulièrement redouté des anciens bateliers.

### Communes limitrophes
Pontours est limitrophe de six autres communes.
|                      | Lalinde    |                       |
| Couze-et-Saint-Front | Pontours   | Badefols-sur-Dordogne |
| Bayac                | Bourniquel | Molières              |

### Géologie et relief

#### Géologie
Situé sur la plaque nord du Bassin aquitain et bordé à son extrémité nord-est par une frange du Massif central, le département de la Dordogne présente une grande diversité géologique. Les terrains sont disposés en profondeur en strates régulières, témoins d'une sédimentation sur cette ancienne plate-forme marine. Le département peut ainsi être découpé sur le plan géologique en quatre gradins différenciés selon leur âge géologique. Pontours est située dans le troisième gradin à partir du nord-est, un plateau formé de calcaires hétérogènes du Crétacé.
Les couches affleurantes sur le territoire communal sont constituées de formations superficielles du Quaternaire et de roches sédimentaires datant pour certaines du Cénozoïque, et pour d'autres du Mésozoïque. La formation la plus ancienne, notée c5c, date du Campanien 3, une alternance de marnes à glauconie et de calcaires crayo-marneux jaunâtres. La formation la plus récente, notée CFvs, fait partie des formations superficielles de type colluvions carbonatées de vallons secs : sable limoneux à débris calcaires et argile sableuse à débris. Le descriptif de ces couches est détaillé dans  les feuilles « no 807 - Le Bugue » et « no 831 - Belvès » de la carte géologique au 1/50 000 de la France métropolitaine, et leurs notices associées,.

Carte géologique de Pontours.

#### Relief et paysages
Le département de la Dordogne se présente comme un vaste plateau incliné du nord-est (491 m, à la forêt de Vieillecour dans le Nontronnais, à Saint-Pierre-de-Frugie) au sud-ouest (2 m à Lamothe-Montravel). L'altitude du territoire communal varie quant à elle entre 36 mètres au nord-ouest, là où la Dordogne quitte le territoire communal et marque la limite entre les communes de Couze-et-Saint-Front et Lalinde, et 175 mètres au sud-est, sur le coteau de Couleyrie, au lieu-dit la Belle Étoile.
Dans le cadre de la Convention européenne du paysage entrée en vigueur en France le 1er juillet 2006, renforcée par la loi du 8 août 2016 pour la reconquête de la biodiversité, de la nature et des paysages, un atlas des paysages de la Dordogne a été élaboré sous maîtrise d’ouvrage de l’État et publié en octobre 2020. Les paysages du département s'organisent en huit unités paysagères,. La commune fait partie du Périgord noir, un paysage vallonné et forestier, qui ne s’ouvre que ponctuellement autour de vallées-couloirs et d’une multitude de clairières de toutes tailles. Il s'étend du nord de la Vézère au sud de la Dordogne (en amont de Lalinde) et est riche d’un patrimoine exceptionnel.
La superficie cadastrale de la commune publiée par l'Insee, qui sert de référence dans toutes les statistiques, est de 6,69 km2,,. La superficie géographique, issue de la BD Topo, composante du Référentiel à grande échelle produit par l'IGN, est quant à elle de 6,66 km2.

### Hydrographie

#### Réseau hydrographique
La commune est située dans le bassin de la Dordogne au sein du Bassin Adour-Garonne. Elle est drainée par la Dordogne qui constitue un réseau hydrographique de plus de 2 km de longueur totale,.
La Dordogne, d'une longueur totale de 483,1 km, prend naissance sur les flancs du puy de Sancy (1 885 m), dans la chaîne des monts Dore, traverse six départements dont la Dordogne dans sa partie sud, et conflue avec la Garonne à Bayon-sur-Gironde, pour former l'estuaire de la Gironde,. Elle borde la commune au nord sur plus de deux kilomètres, face à Lalinde.

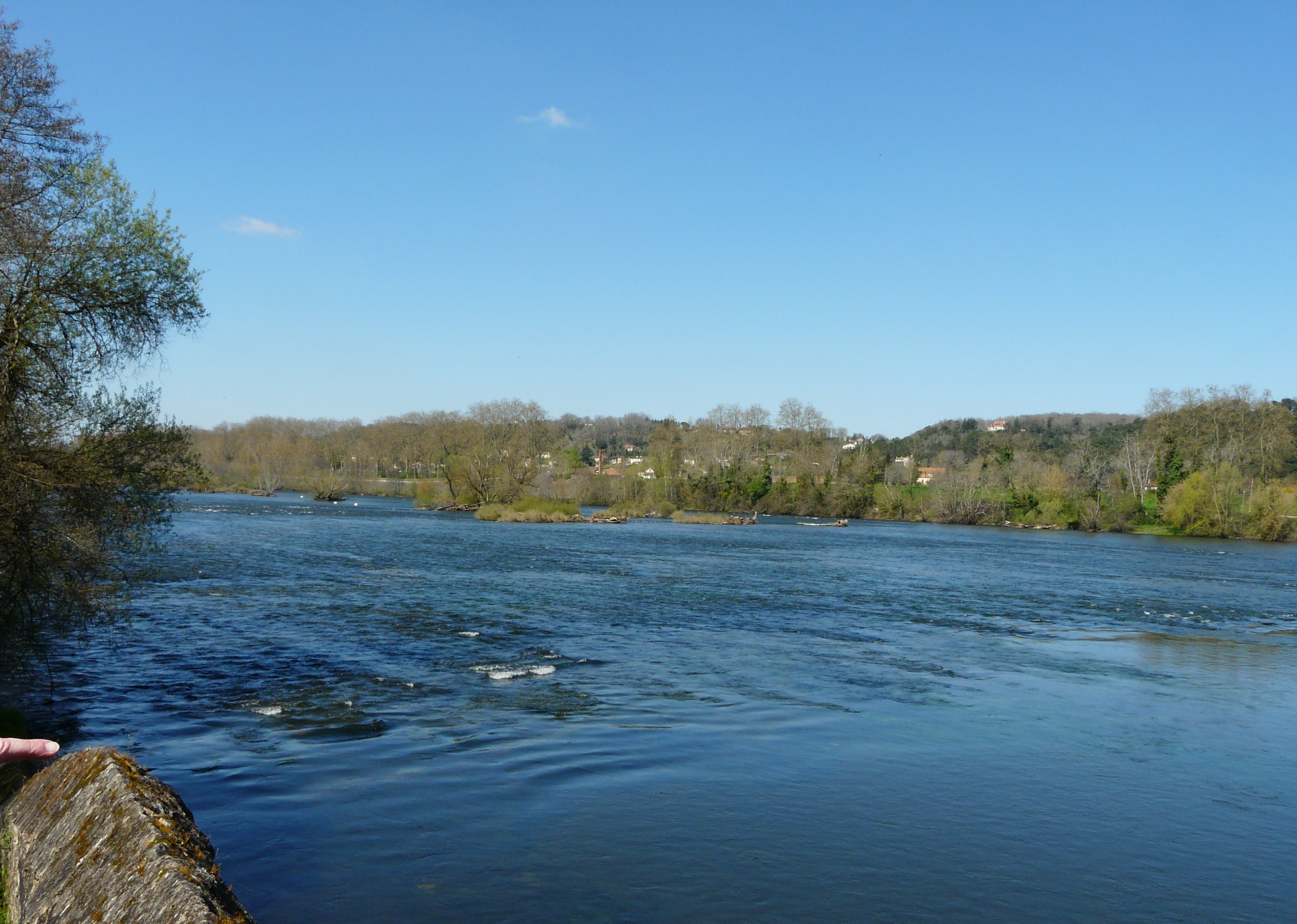
La Dordogne vue depuis Pontours.
Réseaux hydrographique et routier de Pontours.

#### Gestion et qualité des eaux
Le territoire communal est couvert par le schéma d'aménagement et de gestion des eaux (SAGE) « Dordogne Atlantique ». Ce document de planification, dont le territoire correspond au sous‐bassin le plus aval du bassin versant de la Dordogne (aval de la confluence Dordogne - Vézère)., d'une superficie de 2 700 km2 est en cours d'élaboration. La structure porteuse de l'élaboration et de la mise en œuvre est l'établissement public territorial de bassin de la Dordogne (EPIDOR). Il définit sur son territoire les objectifs généraux d’utilisation, de mise en valeur et de protection quantitative et qualitative des ressources en eau superficielle et souterraine, en respect des objectifs de qualité définis dans le troisième SDAGE  du Bassin Adour-Garonne qui couvre la période 2022-2027, approuvé le 10 mars 2022.
La qualité des eaux de baignade et des cours d’eau peut être consultée sur un site dédié géré par les agences de l’eau et l’Agence française pour la biodiversité.

### Climat
Pour des articles plus généraux, voir Climat de la Nouvelle-Aquitaine et Climat de la Dordogne.
Historiquement, la commune est exposée à un climat océanique aquitain.
En 2020, Météo-France publie une typologie des climats de la France métropolitaine dans laquelle la commune est exposée à un climat océanique altéré et est dans la région climatique  Aquitaine, Gascogne, caractérisée par une pluviométrie abondante au printemps, modérée en automne, un faible ensoleillement au printemps, un été chaud (19,5 °C), des vents faibles, des brouillards fréquents en automne et en hiver et des orages fréquents en été (15 à 20 jours).
Pour la période 1971-2000, la température annuelle moyenne est de 12,6 °C, avec  une amplitude thermique annuelle de 15 °C. Le cumul annuel moyen de précipitations est de 846 mm, avec 11,9 jours de précipitations en janvier et 7,1 jours en juillet. Pour la période 1991-2020, la température moyenne annuelle observée sur la station météorologique la plus proche, située sur la commune de Pays de Belvès à 20 km à vol d'oiseau, est de 13,0 °C et le cumul annuel moyen de précipitations est de 888,2 mm,. Pour l'avenir, les paramètres climatiques de la commune estimés pour 2050 selon différents scénarios d’émission de gaz à effet de serre sont consultables sur un site dédié publié par Météo-France en novembre 2022.

### Milieux naturels et biodiversité

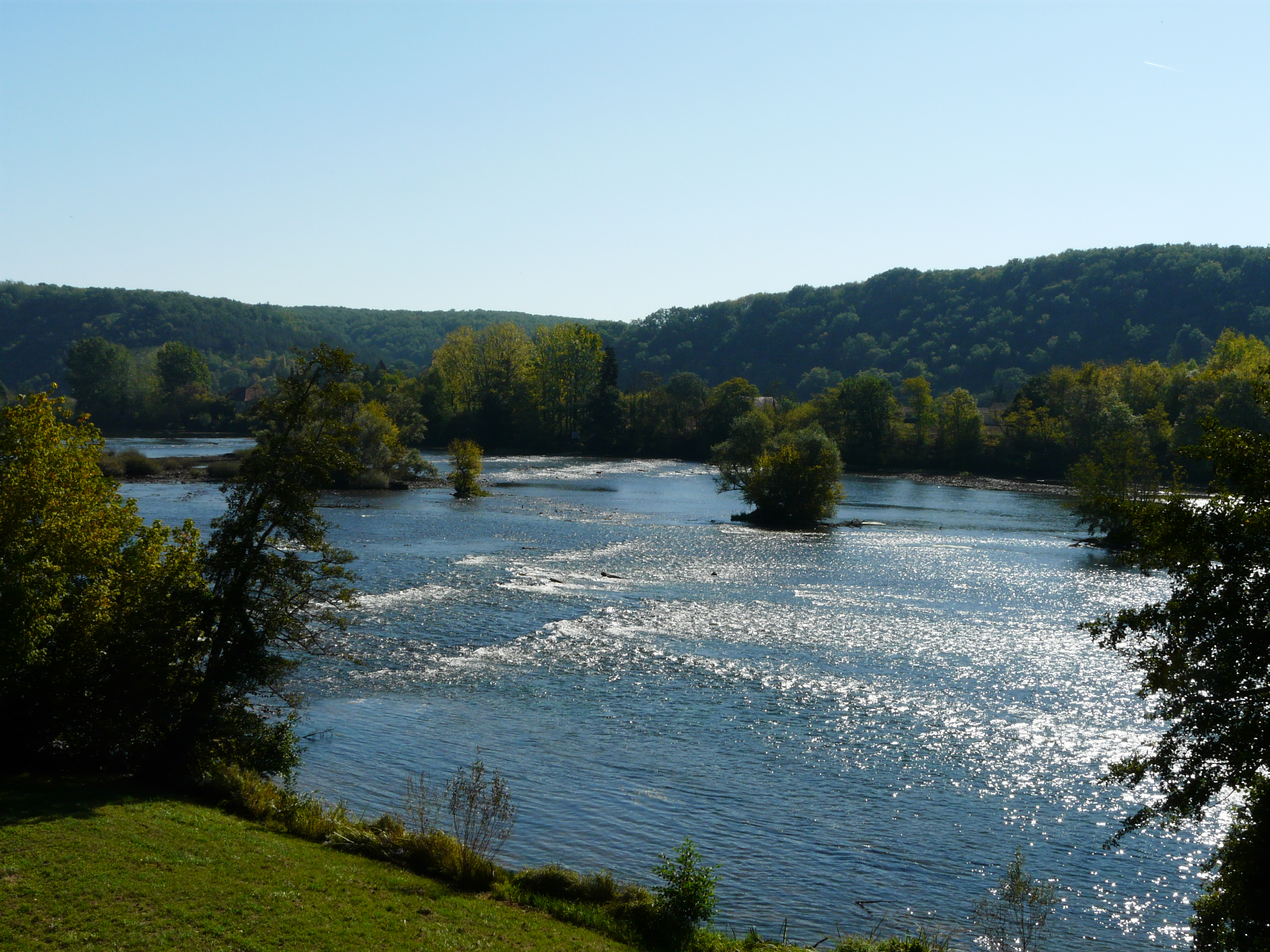
Les îles sur la Dordogne entre Lalinde (au premier plan) et Pontours (sur l'autre rive).

La Dordogne qui borde la commune au nord sur un peu plus de deux kilomètres fait l'objet de plusieurs niveaux de protection.

#### Natura 2000
La Dordogne est un site du réseau Natura 2000 limité aux départements de la Dordogne et de la Gironde, et qui concerne les 103 communes riveraines de la Dordogne, dont Pontours,. Seize espèces animales et une espèce végétale inscrites à l'annexe II de la directive 92/43/CEE de l'Union européenne y ont été répertoriées.
La zone Coteaux calcaires de la vallée de la Dordogne, qui s'étend au total sur 3 686 hectares et est partagée avec vingt-quatre autres communes, fait également partie du réseau Natura 2000,. Deux espèces de chauves-souris inscrites à l'annexe II de la directive 92/43/CEE de l'Union européenne y ont été répertoriées : le Grand rhinolophe (Rhinolophus ferrumequinum) et le Petit rhinolophe (Rhinolophus hipposideros). Sur la commune, elle s'étend sur environ un demi-hectare et correspond au coteau situé au sud de la Dordogne, au nord de Pech Redon.

#### Protection du biotope
Comme l'ensemble des communes du département baignées par la Dordogne, Pontours est soumise depuis 1991 à un arrêté préfectoral de protection de biotope destiné à favoriser la migration du saumon et la reproduction  des lamproies et des aloses.

#### ZNIEFF

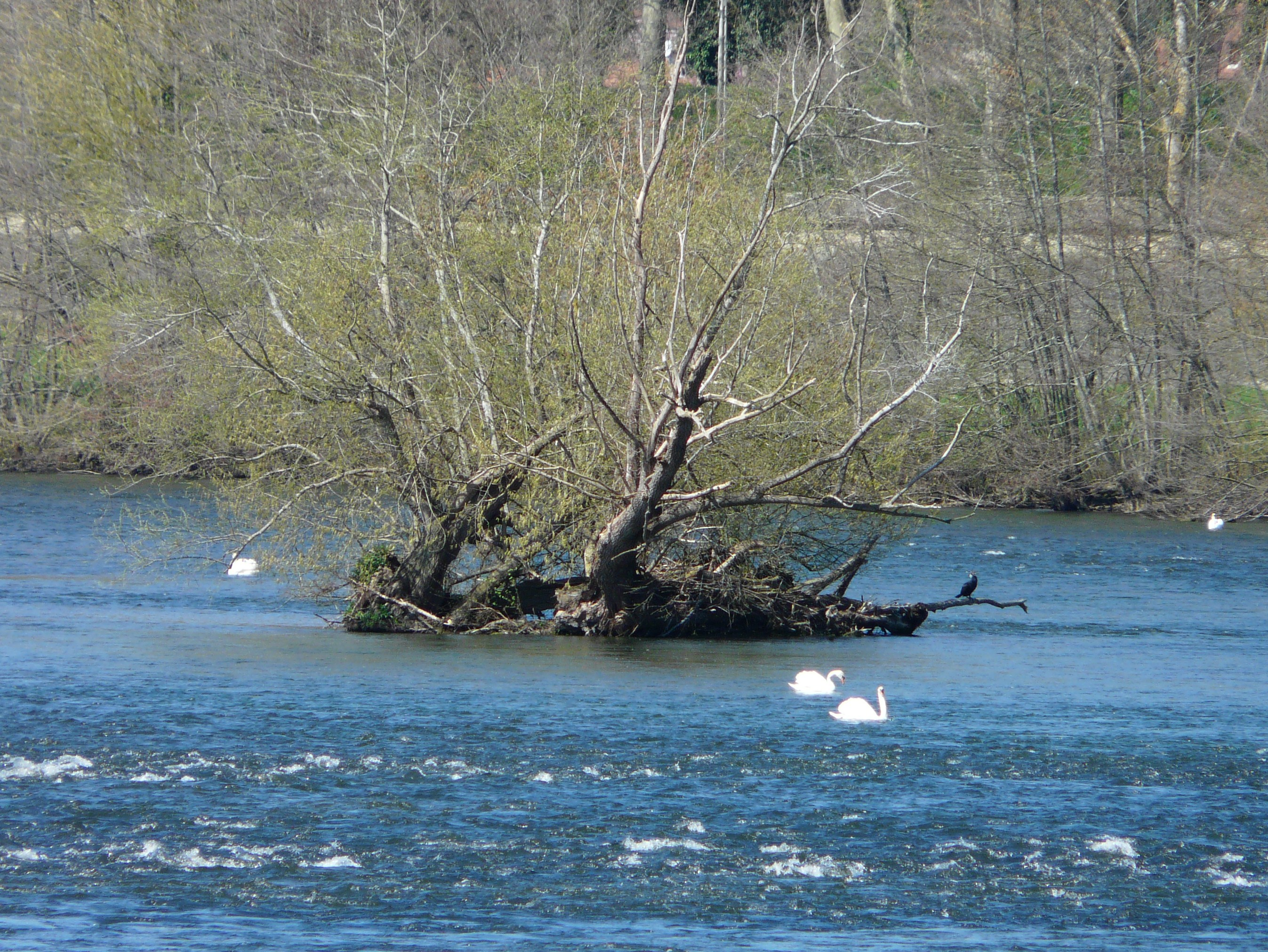
Cygnes sur la Dordogne vus depuis la commune de Pontours.

Pontours fait partie des 102 communes concernées par la zone naturelle d'intérêt écologique, faunistique et floristique (ZNIEFF) de type II « La Dordogne »,, dans laquelle ont été répertoriées huit espèces animales déterminantes et cinquante-sept espèces végétales déterminantes, ainsi que quarante-trois autres espèces animales et trente-neuf autres espèces végétales.
En aval du barrage de Mauzac se situe une ZNIEFF de type I, « Barrage de Mauzac, îlots et rapides de la Gratuse », refuge de nombreux oiseaux aquatiques en toutes saisons, qui concerne toute la partie de la Dordogne riveraine de Pontours,.

## Urbanisme

### Typologie
Au 1er janvier 2024, Pontours est catégorisée commune rurale à habitat très dispersé, selon la nouvelle grille communale de densité à 7 niveaux définie par l'Insee en 2022.
Elle est située hors unité urbaine et hors attraction des villes,.

### Occupation des sols
L'occupation des sols de la commune, telle qu'elle ressort de la base de données européenne d’occupation biophysique des sols Corine Land Cover (CLC), est marquée par l'importance des forêts et milieux semi-naturels (58,3 % en 2018), une proportion sensiblement équivalente à celle de 1990 (57,7 %). La répartition détaillée en 2018 est la suivante : 
forêts (58,3 %), zones agricoles hétérogènes (24,5 %), terres arables (8,4 %), prairies (4,8 %), eaux continentales (4 %). L'évolution de l’occupation des sols de la commune et de ses infrastructures peut être observée sur les différentes représentations cartographiques du territoire : la carte de Cassini (XVIIIe siècle), la carte d'état-major (1820-1866) et les cartes ou photos aériennes de l'IGN pour la période actuelle (1950 à aujourd'hui).

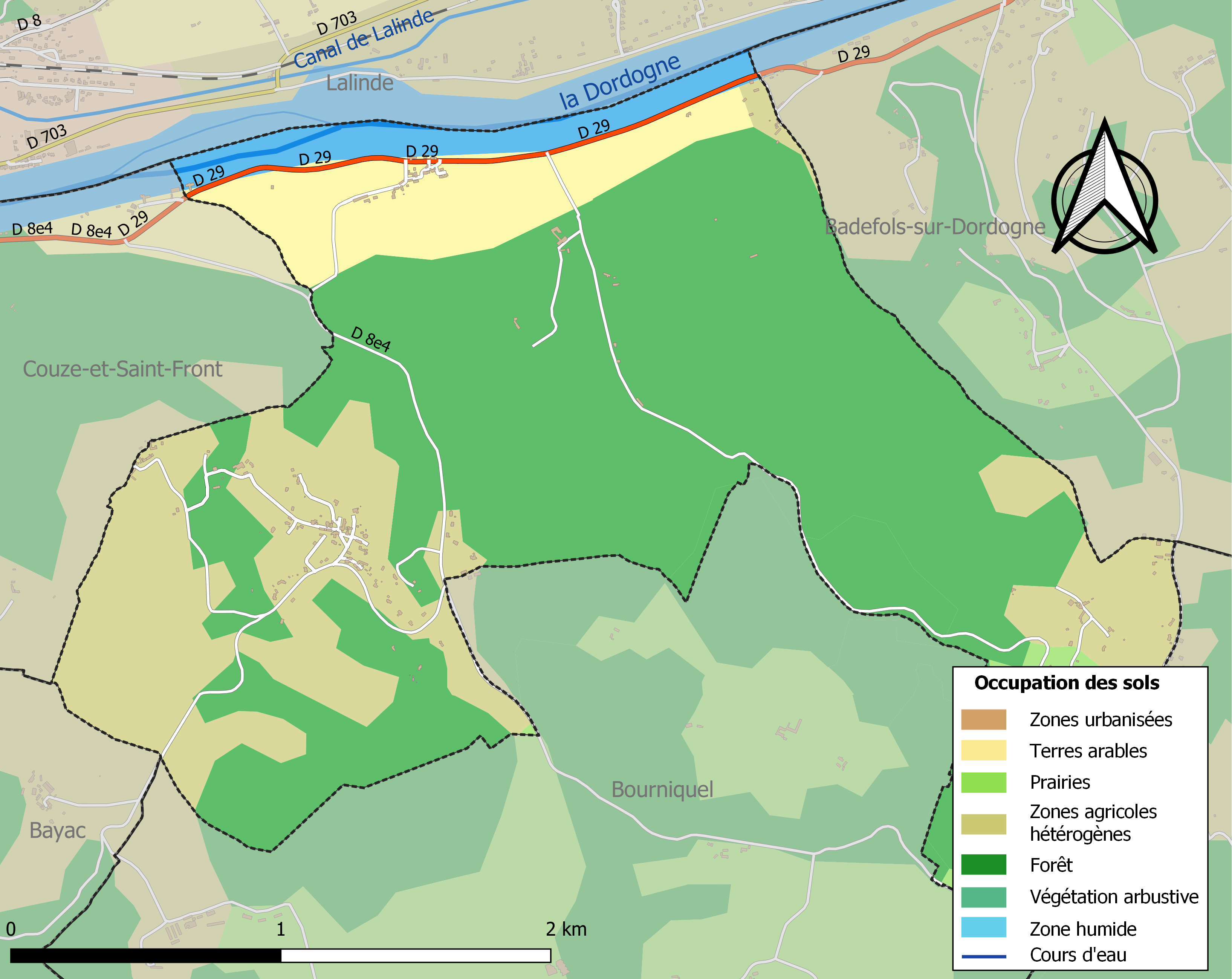
Carte des infrastructures et de l'occupation des sols de la commune en 2018 (CLC).

### Prévention des risques
Le territoire de la commune de Pontours est vulnérable à différents aléas naturels : météorologiques (tempête, orage, neige, grand froid, canicule ou sécheresse), inondations, feux de forêts, mouvements de terrains et séisme (sismicité très faible). Il est également exposé à un risque technologique, la rupture d'un barrage. Un site publié par le BRGM permet d'évaluer simplement et rapidement les risques d'un bien localisé soit par son adresse soit par le numéro de sa parcelle.

#### Risques naturels
Certaines parties du territoire communal sont susceptibles d’être affectées par le risque d’inondation par débordement de cours d'eau, notamment la Dordogne. La commune a été reconnue en état de catastrophe naturelle au titre des dommages causés par les inondations et coulées de boue survenues en 1982 et 1999,. Le risque inondation est pris en compte dans l'aménagement du territoire de la commune par le biais du plan de prévention des risques inondation (PPRI) de la « Dordogne Centre », couvrant 20 communes et approuvé le 23 décembre 2008, pour les crues de la Dordogne,.
Pontours est exposée au risque de feu de forêt. L’arrêté préfectoral du 14 mars 2013 fixe les conditions de pratique des incinérations et de brûlage dans un objectif de réduire le risque de départs d’incendie. À ce titre, des périodes sont déterminées : interdiction totale du 15 février au 15 mai et du 15 juin au 15 octobre, utilisation réglementée du 16 mai au 14 juin et du 16 octobre au 14 février. En septembre 2020, un plan inter-départemental de protection des forêts contre les incendies (PidPFCI) a été adopté pour la période 2019-2029,.

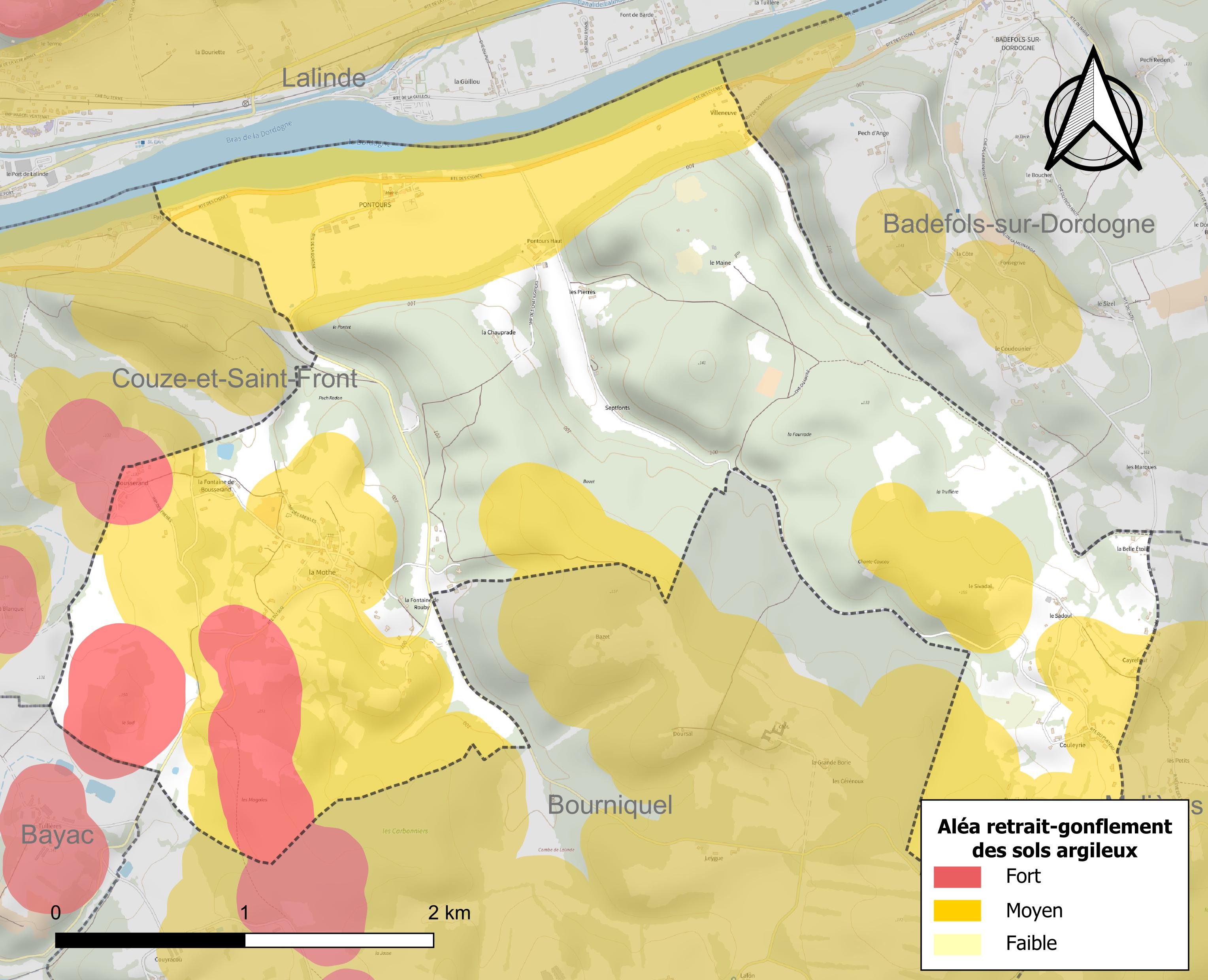
Carte des zones d'aléa retrait-gonflement des sols argileux de Pontours.

Les mouvements de terrains susceptibles de se produire sur la commune sont des tassements différentiels. Le retrait-gonflement des sols argileux est susceptible d'engendrer des dommages importants aux bâtiments en cas d’alternance de périodes de sécheresse et de pluie. 54,4 % de la superficie communale est en aléa moyen ou fort (58,6 % au niveau départemental et 48,5 % au niveau national métropolitain). Depuis le 1er octobre 2020, en application de la loi ÉLAN, différentes contraintes s'imposent aux vendeurs, maîtres d'ouvrages ou constructeurs de biens situés dans une zone classée en aléa moyen ou fort,.
La commune a été reconnue en état de catastrophe naturelle au titre des dommages causés par la sécheresse en 2011 et par des mouvements de terrain en 1999.

#### Risque technologique
La commune est en outre située en aval du barrage de Bort-les-Orgues, un ouvrage de classe A situé dans le département de la Corrèze et faisant l'objet d'un PPI depuis 2009. À ce titre elle est susceptible d’être touchée par l’onde de submersion consécutive à la rupture de cet ouvrage.

## Toponymie
La première mention écrite relative à Pontours concerne sa paroisse et date de l'an 1281 (Parochia de Saint-Vincent de Pontos). Cinq ans plus tard est noté Portus de Pomos, puis Sanctus Martinus de Pontous en 1315, et Pountors en 1319.
Sur la carte de Cassini représentant la France entre 1756 et 1789, le village est identifié sous le nom de Pontour.
Le nom du lieu se réfère soit à un pont (origine latine pons), soit à un bac (origine occitane pontons),.
En occitan, la commune porte le nom de Pontors.

## Histoire
Le village doit son origine à sa position géographique, à proximité des rapides et de l'apparition des hauts-fonds de la rivière. Un gué ou passage, baptisé Trajectus, est connu à l'époque gallo-romaine. Il serait inventorié dans l'Itinéraire d'Antonin (inventaire des routes de l'Empire Romain sous le règne de Dioclétien au bas-Empire) et figuré sur une très ancienne carte des routes de l'Empire romain, la table de Peutinger. Ce Trajectus se situait sur la voie allant de Vésone (Périgueux) à Aginnum (Agen). Le gué n'a pas survécu à l'époque gallo-romaine. Plusieurs vestiges du gué ont été retrouvés dans le lit de la rivière en 1908 par un archéologue amateur, membre de la Société historique et archéologique du Périgord, le Docteur Chaume, et sont en dépôt au musée d'art et d'archéologie du Périgord, à Périgueux.
L'histoire de la batellerie vit naître à Badefols et à Pontours une corporation de passeurs ou pilotes de gabares et filadières qui embarquaient à l'amont des rapides et guidaient les embarcations au travers des passes et des bélisses, jusqu'à l'aval de Lalinde. Malgré cela, les naufrages étaient nombreux, les disparus aussi, au point qu'il exista à Pontours jusqu'au XIXe siècle un « cimetière des morts par noyade ».
Il faut imaginer la Dordogne comme une véritable frontière jusqu'à la construction du pont de Lalinde, au début des années 1880. Un bac à passage, équipé pour transporter une charrette et son attelage, a existé durablement en amont, à Badefols. Il fut très actif jusqu'en 1880 et ne sera supprimé qu'au début des années 1920. Il en existait un autre plus petit (ne transportant que des piétons) à proximité de Paty, au droit du lieu-dit le Port de Lalinde en aval de Pontours.
Avant cette période, la route de Bergerac à Sarlat, après avoir traversé la bastide de Lalinde, longeait la Dordogne en rive droite jusqu'au niveau de Drayaux, en amont de Sauvebœuf. À cet endroit, la route obliquait vers l'embarcadère du bac, la cale (de l'occitan cala). Elle reprenait sur l'autre rive au bourg de Badefols en remontant dans une combe pour franchir un plateau, un vallon, et arrivait vers le petit bourg de Calès. La route par la rive gauche entre Lalinde et Badefols, via Paty et Pontours, ne sera réalisée qu'après la construction du pont de Lalinde. Le bac à passage a perduré plusieurs décennies après la mise en service de ce pont et c'est probablement la modernisation qui a suivi la Première Guerre mondiale qui a eu raison de cet équipement en 1921.

## Politique et administration

### Rattachements administratifs et électoraux
Dès 1790, la commune de Pontours est rattachée au canton de Cadouin qui dépend du district de Belvès jusqu'en 1795, date de suppression des districts. En 1801, le canton est rattaché à l'arrondissement de Bergerac. Il change de nom en 1974, devenant le canton du Buisson-de-Cadouin.
Dans le cadre de la réforme de 2014 définie par le décret du 21 février 2014, ce canton disparaît aux élections départementales de mars 2015. La commune est alors rattachée au canton de Lalinde, lui aussi dépendant de l'arrondissement de Bergerac.

### Intercommunalité
Début 2002, Pontours intègre dès sa création la communauté de communes de Cadouin. Celle-ci est dissoute au 31 décembre 2012 et remplacée au 1er janvier 2013 par la communauté de communes des Bastides Dordogne-Périgord.

### Administration municipale
La population de la commune étant comprise entre 100 et 499 habitants au recensement de 2017, onze conseillers municipaux ont été élus en 2020,.

### Liste des maires

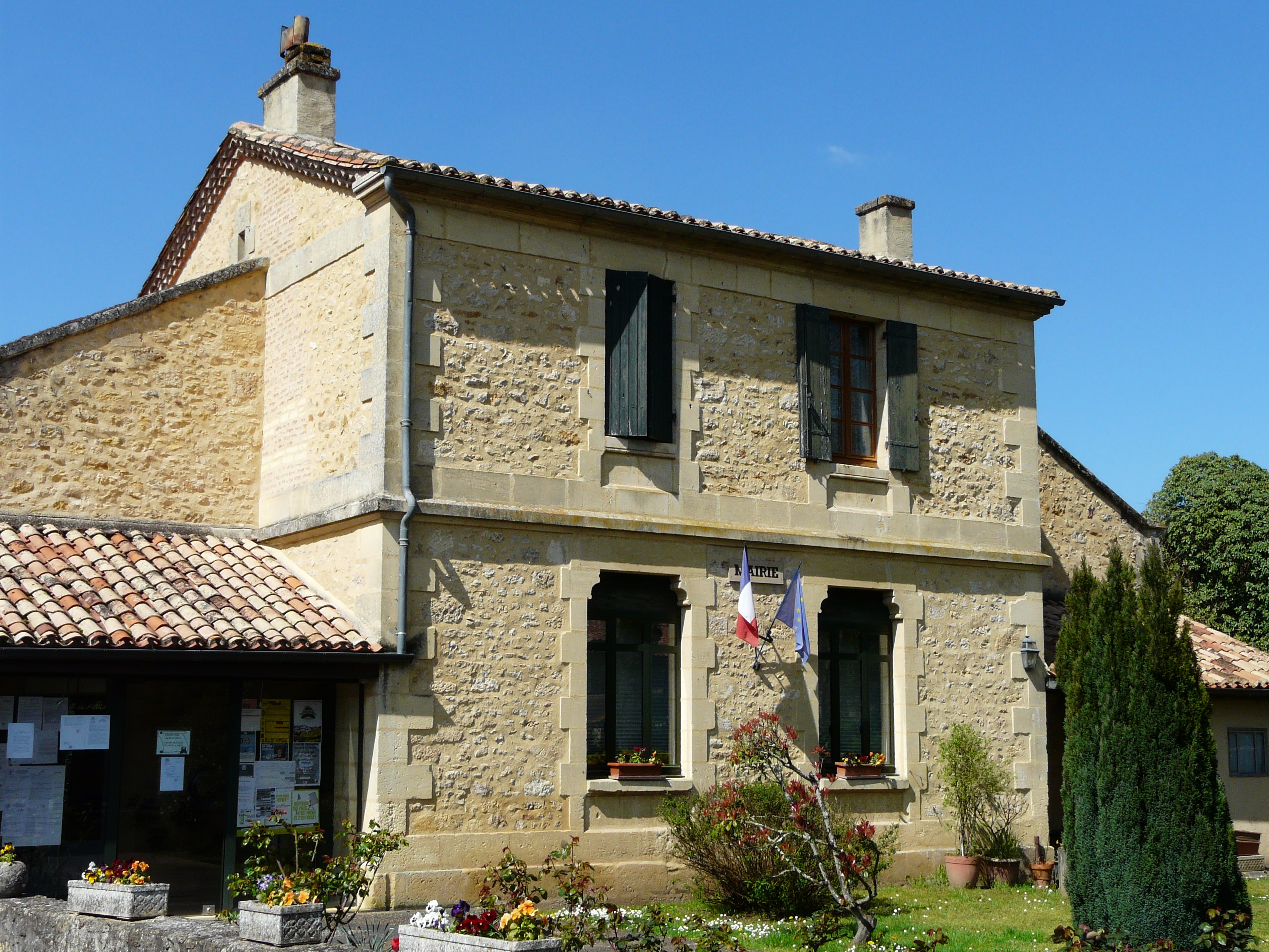
La mairie.

| Période                                  | Période  | Identité                  | Étiquette | Qualité            |
| ---------------------------------------- | -------- | ------------------------- | --------- | ------------------ |
| Les données manquantes sont à compléter. |          |                           |           |                    |
|                                          |          |                           |           |                    |
| 1881                                     | 1916     | Adrien Gouyou-Beauchamps  | ALP       | Député (1912-1914) |
|                                          |          |                           |           |                    |
| 1945                                     | 1980     | Odilon Darnige            |           | Maréchal-ferrant   |
|                                          |          |                           |           |                    |
| juin 1995                                | mai 2020 | Marie-Thérèse Armand      | SE        | Agricultrice       |
| mai 2020                                 | En cours | Étienne Gouyou-Beauchamps |           |                    |

### Jumelages

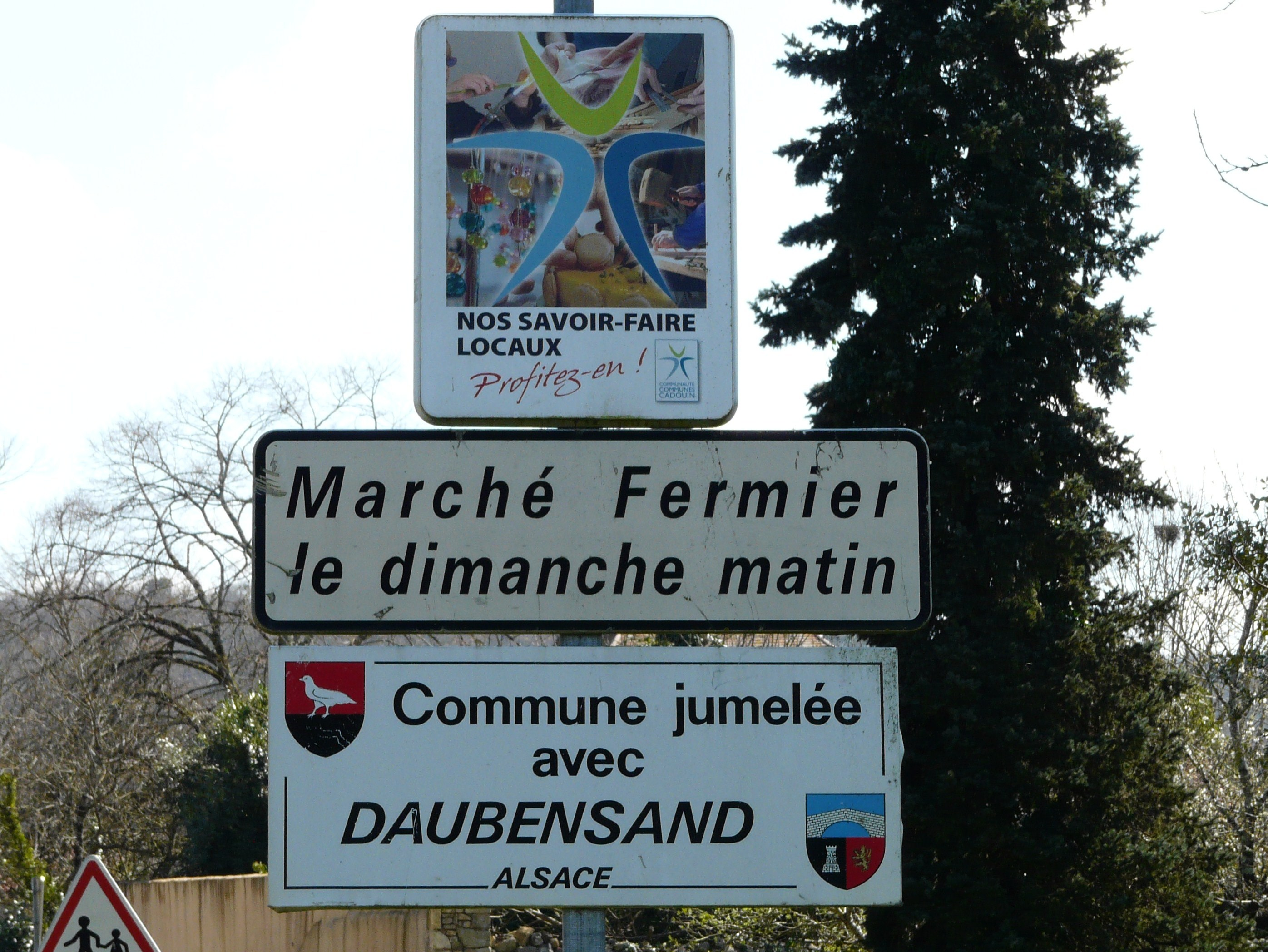
Panneau de jumelage.

- Daubensand (France) depuis le 30 juillet 1988[65]

## Équipements et services publics

### Enseignement
En 2025, la commune est organisée en regroupement pédagogique intercommunal (RPI) avec celles de Badefols-sur-Dordogne, Calès et Trémolat au niveau des classes de primaire.

### Justice
Dans le domaine judiciaire, Pontours relève : 
- du tribunal judiciaire, du tribunal pour enfants, du conseil de prud'hommes et du tribunal de commerce de Bergerac ;
- du pôle Nationalité du tribunal judiciaire de Périgueux (compétent uniquement dans le domaine de la nationalité) ;
- de la cour d'appel, du tribunal administratif et de la  cour administrative d'appel de Bordeaux.

## Population et société

### Démographie
Les habitants de Pontours se nomment les Pontourois.
L'évolution du nombre d'habitants est connue à travers les recensements de la population effectués dans la commune depuis 1793. Pour les communes de moins de 10 000 habitants, une enquête de recensement portant sur toute la population est réalisée tous les cinq ans, les populations de référence des années intermédiaires étant quant à elles estimées par interpolation ou extrapolation. Pour la commune, le premier recensement exhaustif entrant dans le cadre du nouveau dispositif a été réalisé en 2006.

En 2022, la commune comptait 208 habitants, en évolution de +7,22 % par rapport à 2016 (Dordogne : +0,37 %, France hors Mayotte : +2,11 %).
| 1793 | 1800 | 1806 | 1821 | 1831 | 1836 | 1841 | 1846 | 1851 |
| ---- | ---- | ---- | ---- | ---- | ---- | ---- | ---- | ---- |
| 369  | 329  | 311  | 323  | 350  | 383  | 392  | 363  | 389  |

| 1856 | 1861 | 1866 | 1872 | 1876 | 1881 | 1886 | 1891 | 1896 |
| ---- | ---- | ---- | ---- | ---- | ---- | ---- | ---- | ---- |
| 378  | 385  | 328  | 328  | 328  | 287  | 284  | 278  | 261  |

| 1901 | 1906 | 1911 | 1921 | 1926 | 1931 | 1936 | 1946 | 1954 |
| ---- | ---- | ---- | ---- | ---- | ---- | ---- | ---- | ---- |
| 247  | 228  | 222  | 183  | 192  | 202  | 188  | 175  | 155  |

| 1962 | 1968 | 1975 | 1982 | 1990 | 1999 | 2006 | 2011 | 2016 |
| ---- | ---- | ---- | ---- | ---- | ---- | ---- | ---- | ---- |
| 160  | 163  | 153  | 164  | 187  | 168  | 192  | 214  | 194  |

| 2021 | 2022 | - | - | - | - | - | - | - |
| ---- | ---- | - | - | - | - | - | - | - |
| 201  | 208  | - | - | - | - | - | - | - |

## Économie

### Emploi
En 2015, parmi la population communale comprise entre 15 et 64 ans, les actifs représentent 80 personnes, soit 39,8 % de la population municipale. Le nombre de chômeurs (onze) a augmenté par rapport à 2010 (cinq) et le taux de chômage de cette population active s'établit à 14,3 %.

### Établissements
Au 31 décembre 2015, la commune compte neuf établissements, dont trois au niveau des commerces, transports ou services, trois dans la construction, deux relatifs au secteur administratif, à l'enseignement, à la santé ou à l'action sociale, et un dans l'agriculture, la sylviculture ou la pêche.

## Culture locale et patrimoine

### Lieux et monuments
Sur la route de Sarlat, l'entrée du bourg présente un calvaire et une halle de type rustique, construite en 1998. Au bourg se trouve une église romane dédiée à saint Martin de Tours et en seconde dédicace à saint Barthélemy, le saint patron de la paroisse. Le long d'un talus au bord de la Dordogne, une fontaine dédiée au même saint est d'accès difficile. Elle fut jadis l'objet de dévotions et pèlerinages. L'ancien gué, légèrement en aval du bourg, pourrait révéler quelques traces au moment des plus basses eaux.
Vers l'ouest du bourg, un pigeonnier sur quatre piliers a disparu, mis à bas par la tempête de 1999. À l'extrême ouest de la plaine, la maison de Paty est une maison forte donnant sur la Dordogne. Un grand cèdre du Liban domine le paysage de rive. La légende veut que ce soit le savant-botaniste Jussieu qui ait offert le plant du cèdre à la famille de la maison forte. Un ancien bac à passage (transportant exclusivement les piétons) permettait de relier rive droite et rive gauche au droit de celle-ci. Au sud du bourg, au lieu-dit Pontours-Haut, se trouve un manoir, ancienne maison noble avec chapelle, ancien vivier et pigeonnier sur piliers, à l'aplomb de la colline. Sur celle-ci, au-dessus de l'ancienne métairie de la Chauprade, un sentier de randonnée suit la crête du cingle de Pontours qui domine la plaine. La forêt de pente est un gîte réputé pour milans noirs. Le sentier passe à proximité du « Chêne de la Margot », vieux chêne mémorable, témoin dit-on d'un voyage de Marguerite de Navarre dans l'ancien comté de Périgord. Le chêne qui a longtemps bénéficié du soutien de quelques béquilles, en mauvais état, s'est définitivement effondré en 2015.

La remontée du vallon de Pontours-Haut permet d'accéder à quelques maisons, le hameau des Pierres, et au vallon de Septfonts. Celui-ci devient une combe étroite et boisée, menant aux hameaux de Couleyrie, des Sadouls, du Sivadal, de la Belle Étoile et des Terrières. De là, une route permet de rejoindre la bastide de Molières vers l'est. L'autre route oblique vers l'ouest, et pénètre sur la commune de Bourniquel, longeant le domaine de Cardou propriété de la famille de Saint-Exupéry (château, ancien repaire de partisans de la Fronde dont les tours furent mises à bas sur ordre de Lakanal), avant de revenir sur le territoire communal de Pontours, en bas de la combe, à la Fontaine de Rouby. En remontant vers la Mothe, gros village construit à proximité d'un tumulus jamais officiellement fouillé. Mais la récente fouille de sauvegarde sur le chantier d'une maison à proximité a révélé en 2011 la présence de deux fossés démontrant qu’il s’agissait probablement d’une motte castrale, donc défensive. Cette fouille permet de dater l’occupation protohistorique comprise entre -1000 et -500 
Sauf précision contraire, les dates de cet article sont sous-entendues « avant l'ère commune » (AEC), c'est-à-dire « avant Jésus-Christ ».
 Le premier fossé au plus près de la butte était profond de quatre mètres. Cet ensemble est antérieur au XIIe siècle, y compris un squelette daté du XIe siècle. Par ailleurs, la mise au jour de soubassements bâtis montre une occupation ultérieure, au XIVe siècle. Dans les fossés ont été découverts de grandes quantités de scories coulées que l’on retrouve sur plusieurs sites, à fleur de terre, autour de Bousserand et sur les pentes de la colline au lieu-dit le Sud, témoin d’une activité de sidérurgie locale et donc de l’âge des métaux sur ces coteaux.
Au sud, la forêt des Carbonniers et celle des Magales sont essentiellement des bois de châtaigniers avec association de chênes. La toponymie renvoie à l'exploitation du charbon de bois produit jusqu'au début du XXe siècle dans les meules des charbonniers dressées dans les clairières. À l'ouest de la commune, dans un vallon, le hameau de Bousserand-Bas, dit aussi de la Fontaine de Bousserand, est construit autour d'une fontaine et d'un ancien lavoir-abreuvoir. Au début des années 1970, un étang y a été creusé, révélant des bifaces, des pointes de flèches et des fondations marquées de résidus de foyers. Un sentier grimpe sur un coteau jusqu'au hameau de Bousserand-Haut, composé de trois grandes fermes, anciennes métairies viticoles et d'élevage ayant appartenu (pour deux d'entre elles) à l'ancien domaine des Gontaut-Biron, passées dans les mains du château de Paty, et vendues après la crise du phylloxéra à la fin du XIXe siècle et au début du XXe. Les fermes de Bousserand-Haut sont des bâtisses dont les plus anciennes datent du XVIe siècle avec des traces d'appareillages suggérant des constructions de la fin du Moyen Âge. Elles montrent une  première série de constructions bouvières, les granges-étables, vastes granges sous fenils (appelées les « jouques ») pour le stockage des récoltes de foin dans le vaste espace qui est aménagé sous les toitures très pentues. En 2011, une  restauration a mis en évidence un appareillage qui n'est pas sans rappeler les ermitages des fondations monastiques. Les bâtiments les plus récents datent de la première moitié du XIXe siècle.
Une route blanche en direction de la ferme de Font-Blanque (commune de Couze-et-Saint-Front) à l'orée de la forêt des Divises permet d'accéder à un sentier menant au sommet du Sud, colline à 155 mètres d'altitude. Autour de cette butte, deux sources sourdent, la font du Taï vers le sud et la font du Roc sur le versant nord.
La commune a deux sites inscrits d'intérêt pittoresque ; le plus ancien, celui de l'église et de ses abords sur un hectare date de 1950 ; l'autre, celui du bourg, englobe le précédent, s'étend sur 62 hectares, et date de 1980.

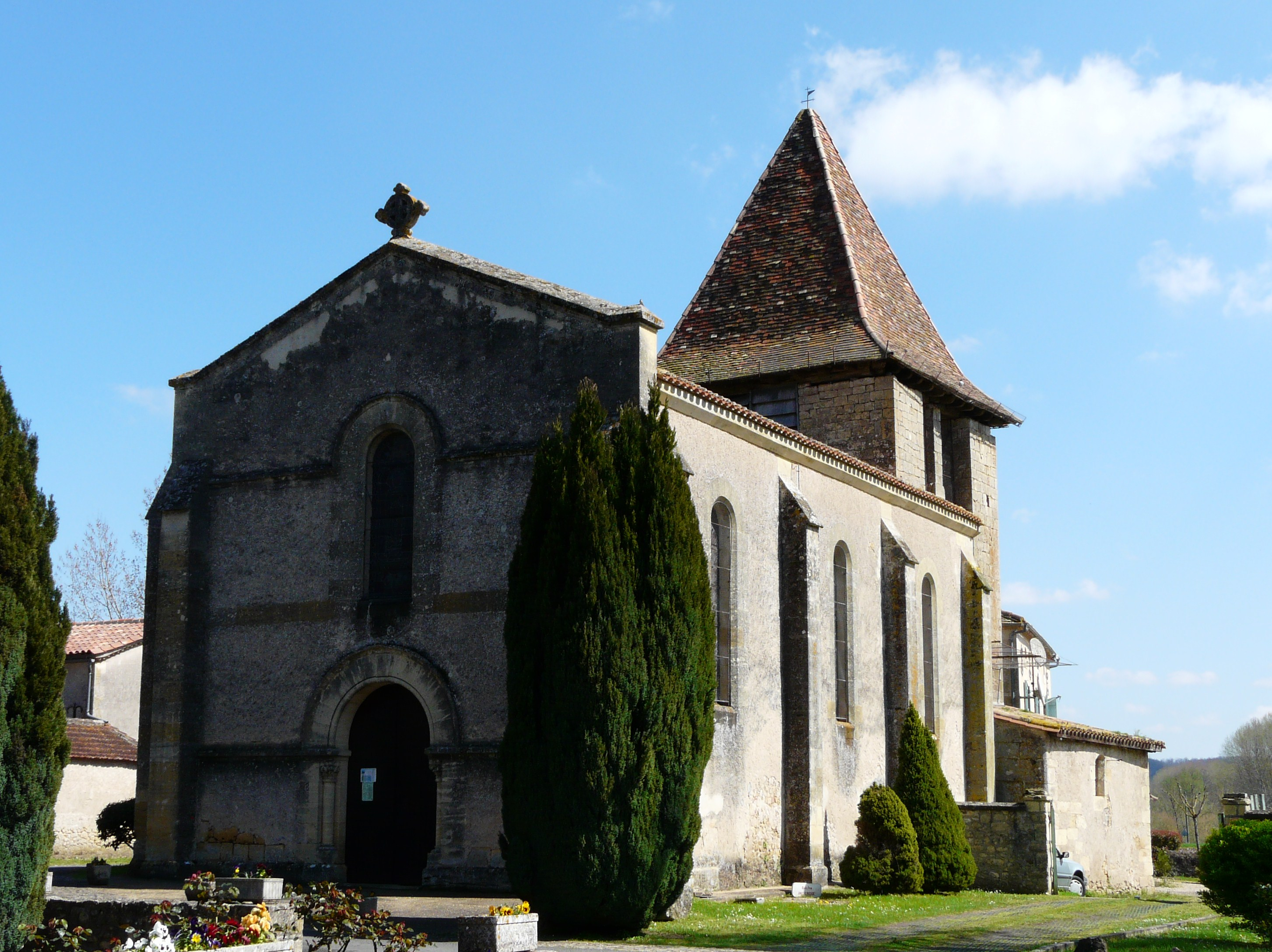
L'église Saint-Barthélemy.
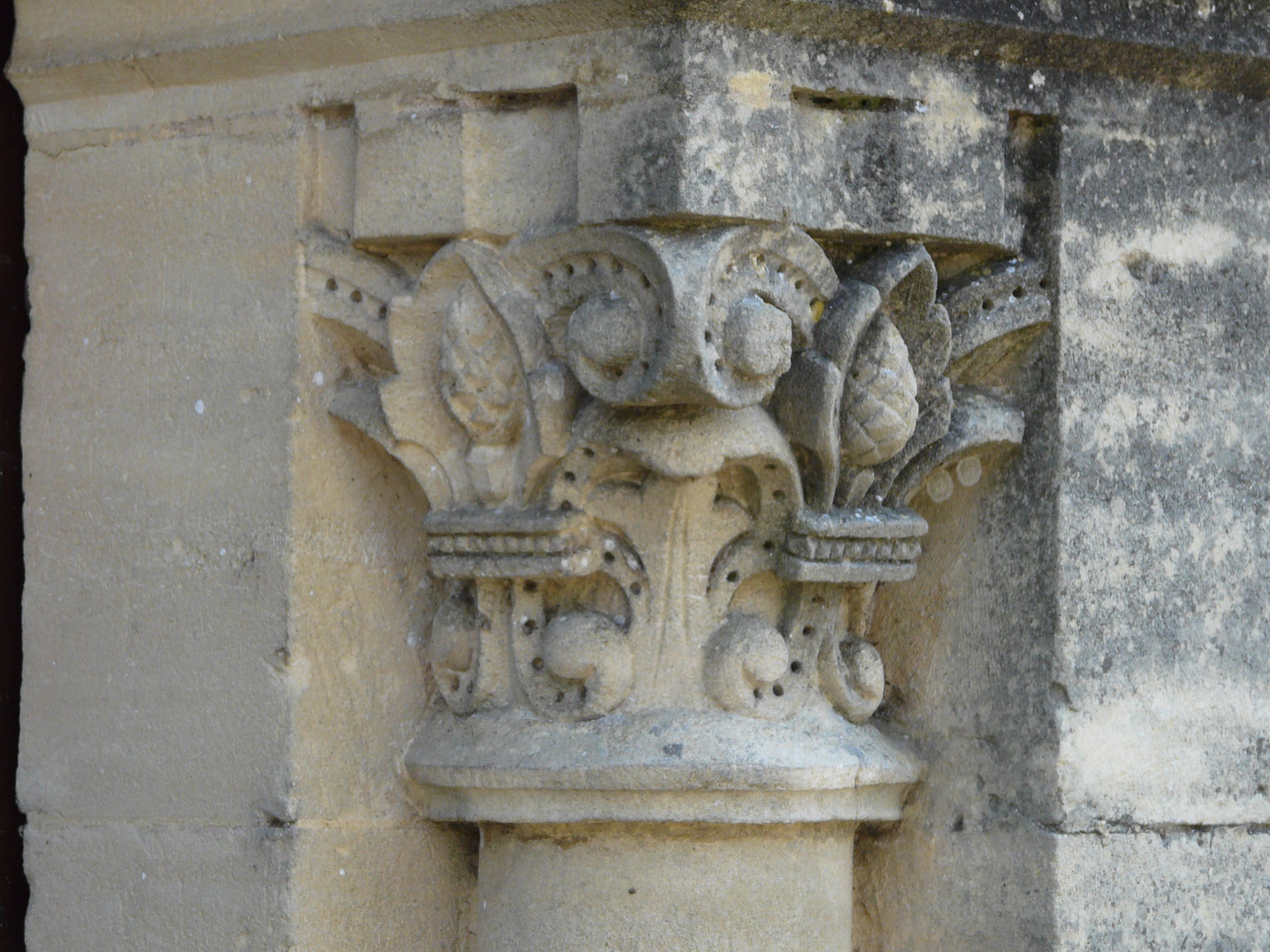
Un chapiteau de son portail.
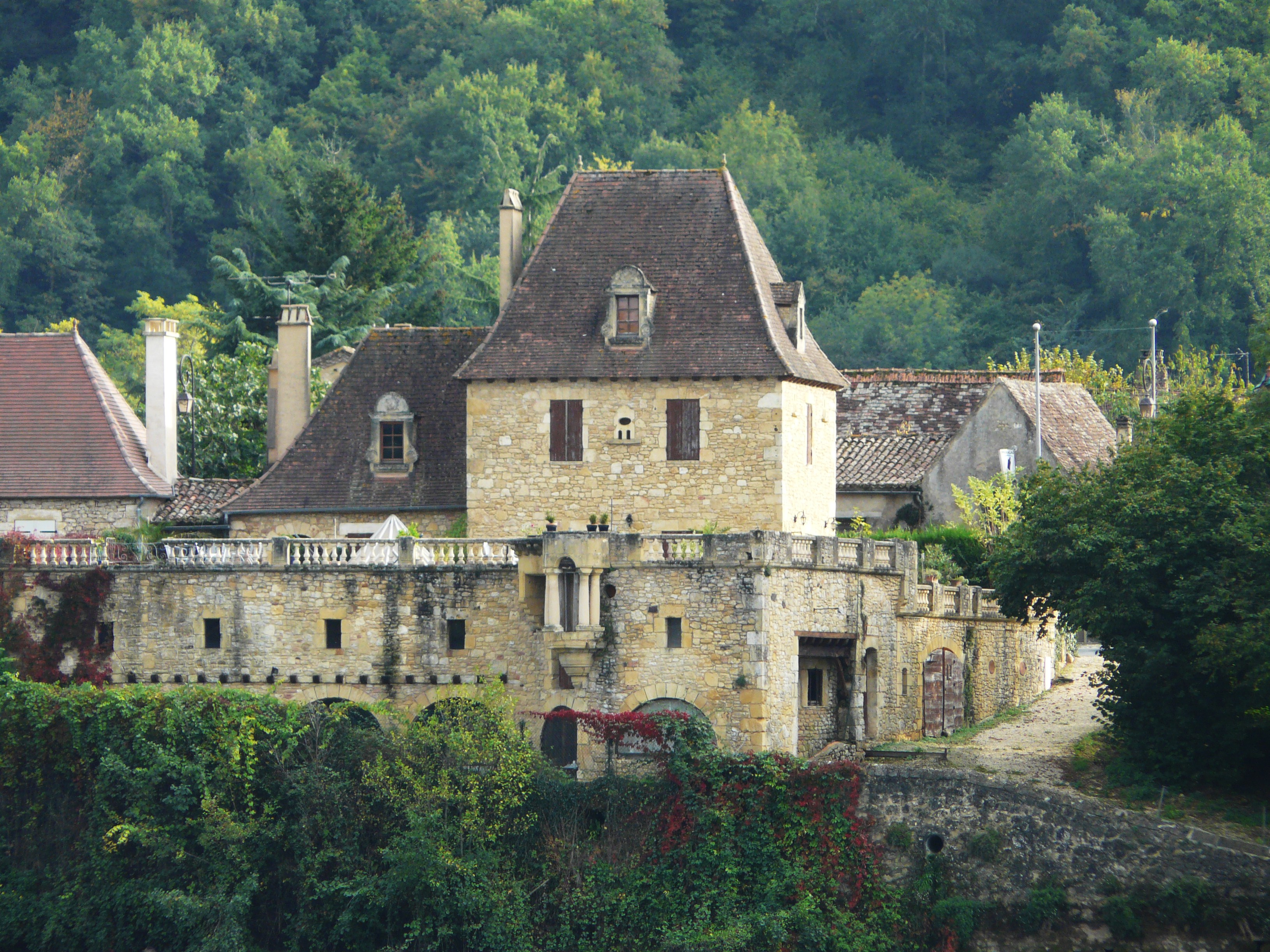
Maison à l'ouest du bourg.
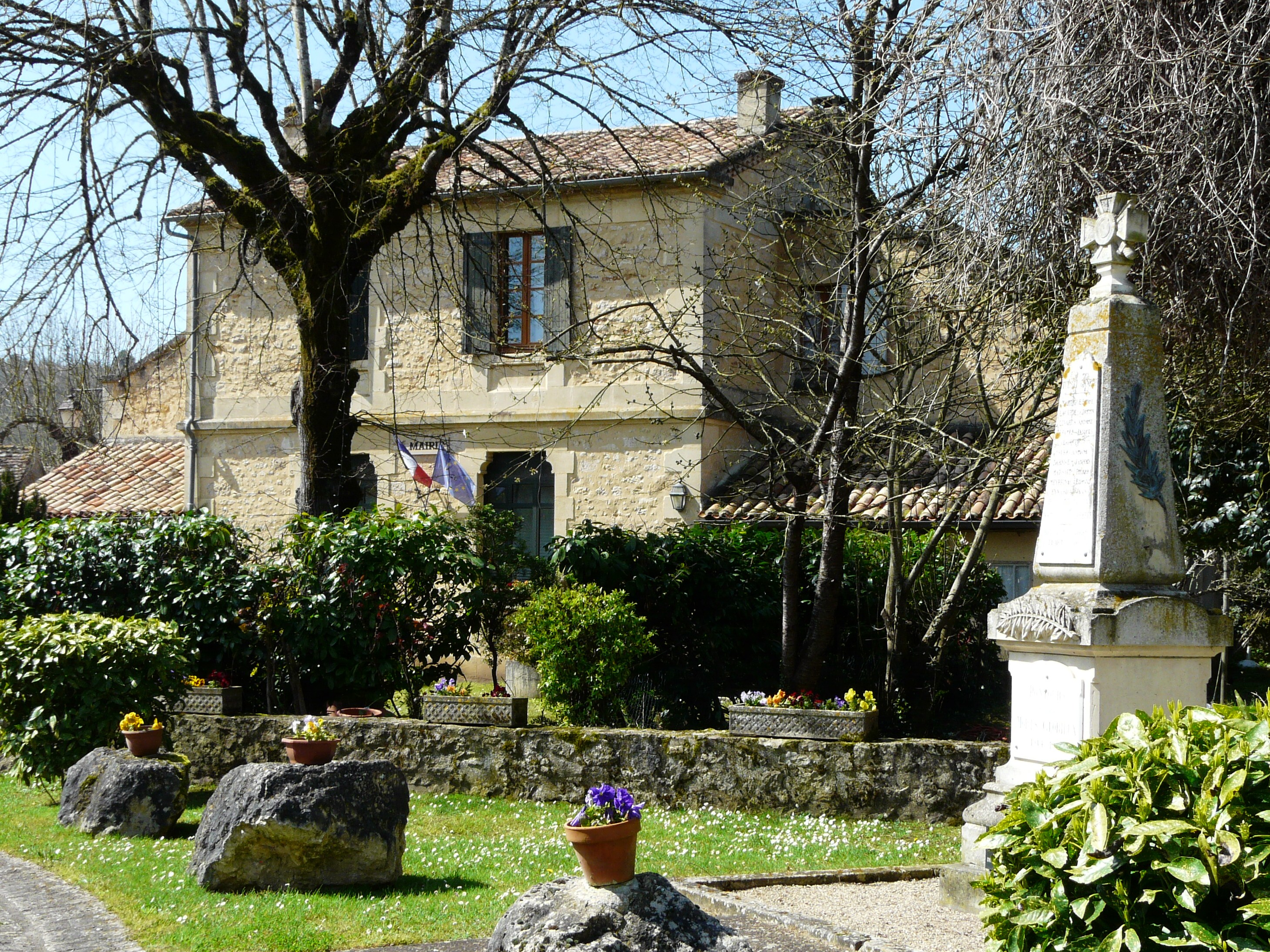
La mairie et le monument aux morts.
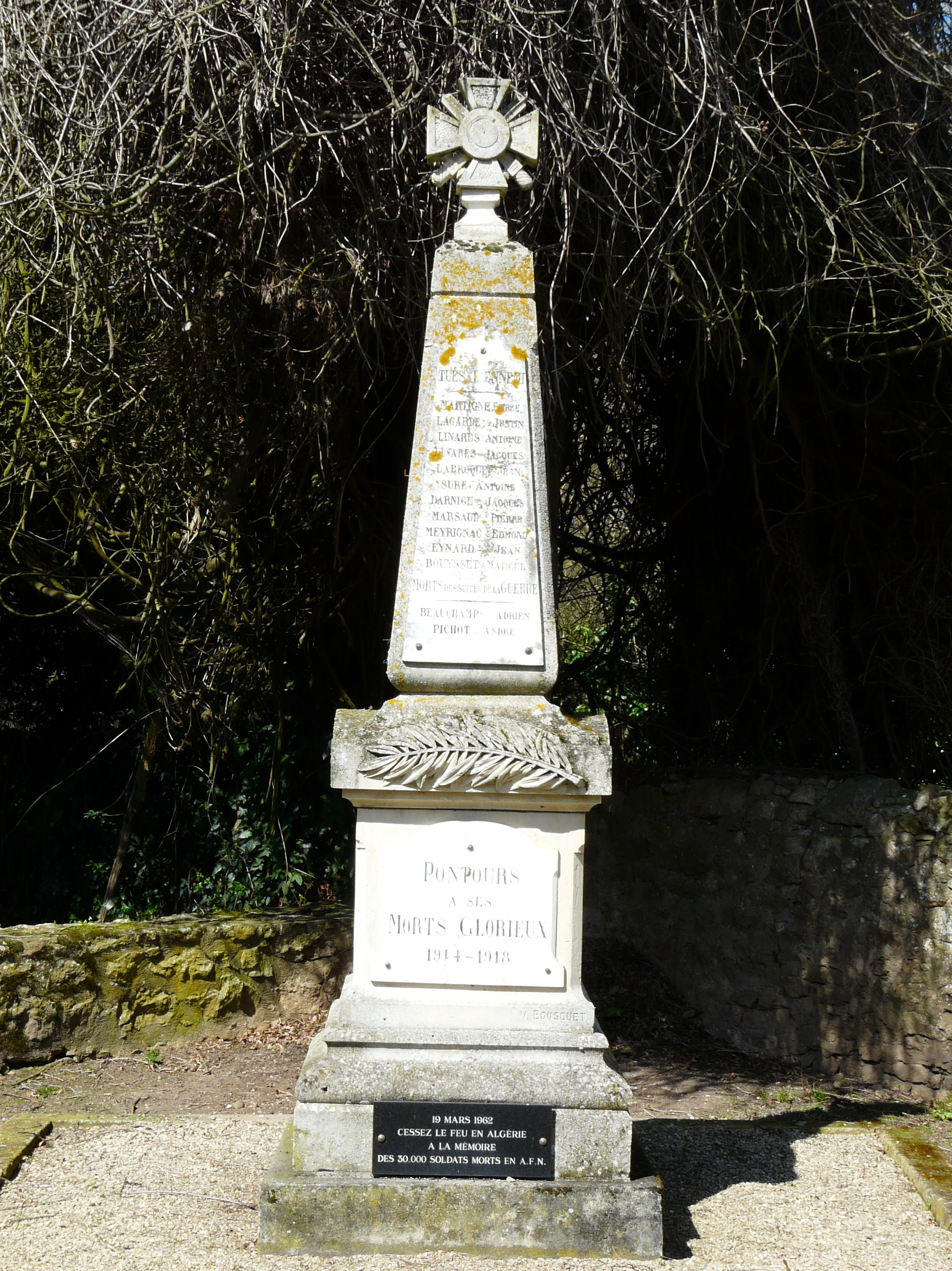
Le monument aux morts.

### Personnalités liées à la commune
- L'abbé Arnaud Goustat (1831-1915) fut curé de Pontours à partir de 1858[81]. Passionné pour l'histoire locale, il a beaucoup compulsé et décrypté les archives. Il en a tiré de nombreux articles et plusieurs ouvrages  dont Lalinde et les libertés communales. Il a beaucoup étudié les résultats de diverses fouilles portant sur le gué de Pontours dans la rivière Dordogne et son lien avec le Trajectus gallo-romain.
- Madeleine Bonnelle, historienne, conseillère municipale, a vécu au hameau des Pierres et a écrit plusieurs ouvrages sur l'histoire locale dont Lalinde et son Coulobre[82] ainsi qu'une histoire de Badefols-sur-Dordogne et une biographie illustrée du dessinateur de presse Sem.
- Bernard Stéphan, originaire de Bousserand-Haut, journaliste honoraire. Après avoir été  journaliste à Sud Ouest et à Périgord magazine et aux Éditions du Centre à Limoges, journaliste et rédacteur en chef du Berry républicain à Bourges[83], ensuite rédacteur en chef adjoint du journal La Montagne à Clermont-Ferrand et éditorialiste des quotidiens du groupe de presse Centre-France (La Montagne, Le Populaire du Centre, Le Berry républicain, Le Journal du Centre, L'Yonne républicaine, La République du Centre et L'Écho républicain). Membre de l'ODI (Observatoire de la déontologie de l'information). Il est aujourd'hui conseiller à la Fondation Varenne. A écrit plusieurs ouvrages sur le patrimoine, la mémoire rurale du Périgord et du Berry. Il raconte la fin de la société paysanne des hameaux situés entre Lalinde et Beaumont-du-Périgord dans le livre intitulé Paysans : mémoires vives[84]. Il a publié en juin 2013 Le Parler du Périgord, (Éditions Christine Bonneton), un glossaire des mots du français régional collectés dans le Périgord rural. Il a codirigé en 2013 la réédition du centenaire du Grand Meaulnes d'Alain-Fournier, aux éditions Bleu autour. Il anime un blog qui explore l'ethnologie rurale et la mémoire paysanne du Périgord, du Berry, de l'Auvergne et du Limousin.
- Odile Leyx, originaire de Pontours, fille d'Odilon Darnige qui fut maire de la Libération jusqu'au milieu des années 1970, a écrit plusieurs ouvrages autobiographiques sur son enfance et son action et sur la Résistance en Périgord. Parmi les titres de l'auteur, Les combattants de l'ombre dans un château médiéval en Dordogne[85] et Avec beaucoup d'amour un combat de tous les jours[86]. Elle est décédée le 22 juillet 2013. Son mari André Leyx, ancien maire, décédé en 2010[87], a écrit un livre de souvenirs sur son temps en Indochine intitulé Un spahi raconte la Guerre d'Indochine 1952-1954[88].
- Adrien Beauchamps (1855-1916), né et décédé à Pontours-Haut, a été maire de Pontours de 1881 à 1916, et député de la Dordogne de 1912 à 1914, siégeant dans le groupe de l'Action libérale populaire[89]. Médecin, il a été mobilisé à ce titre pendant la guerre de 1914-1918. Il a marqué son époque par son engagement chrétien au service d'un milieu de métayers pauvres qui constituaient la population majoritaire de ce coin du Périgord..

### Héraldique
| Blason de Pontours | Blason  | Coupé : au 1er d'azur à un pont d'une arche d'argent, maçonné de sable, mouvant de la partition, au 2d parti au I de sable à une tour d'argent maçonnée du champ et au II de gueules à un lion couronné d'or. |
| Blason de Pontours | Détails | Armes parlantes. Le statut officiel du blason reste à déterminer. |

## Pour approfondir